# Lac Valets
Lac Valets är en sjö i Kanada.   Den ligger i regionen Abitibi-Témiscamingue och provinsen Québec, i den sydöstra delen av landet, 400 km norr om huvudstaden Ottawa. Lac Valets ligger 387 meter över havet. Arean är 23,5 kvadratkilometer. Den sträcker sig 14,8 kilometer i nord-sydlig riktning, och 10,8 kilometer i öst-västlig riktning.
I omgivningarna runt Lac Valets växer i huvudsak blandskog. Trakten runt Lac Valets är nära nog obefolkad, med mindre än två invånare per kvadratkilometer.